# Abegg Trio

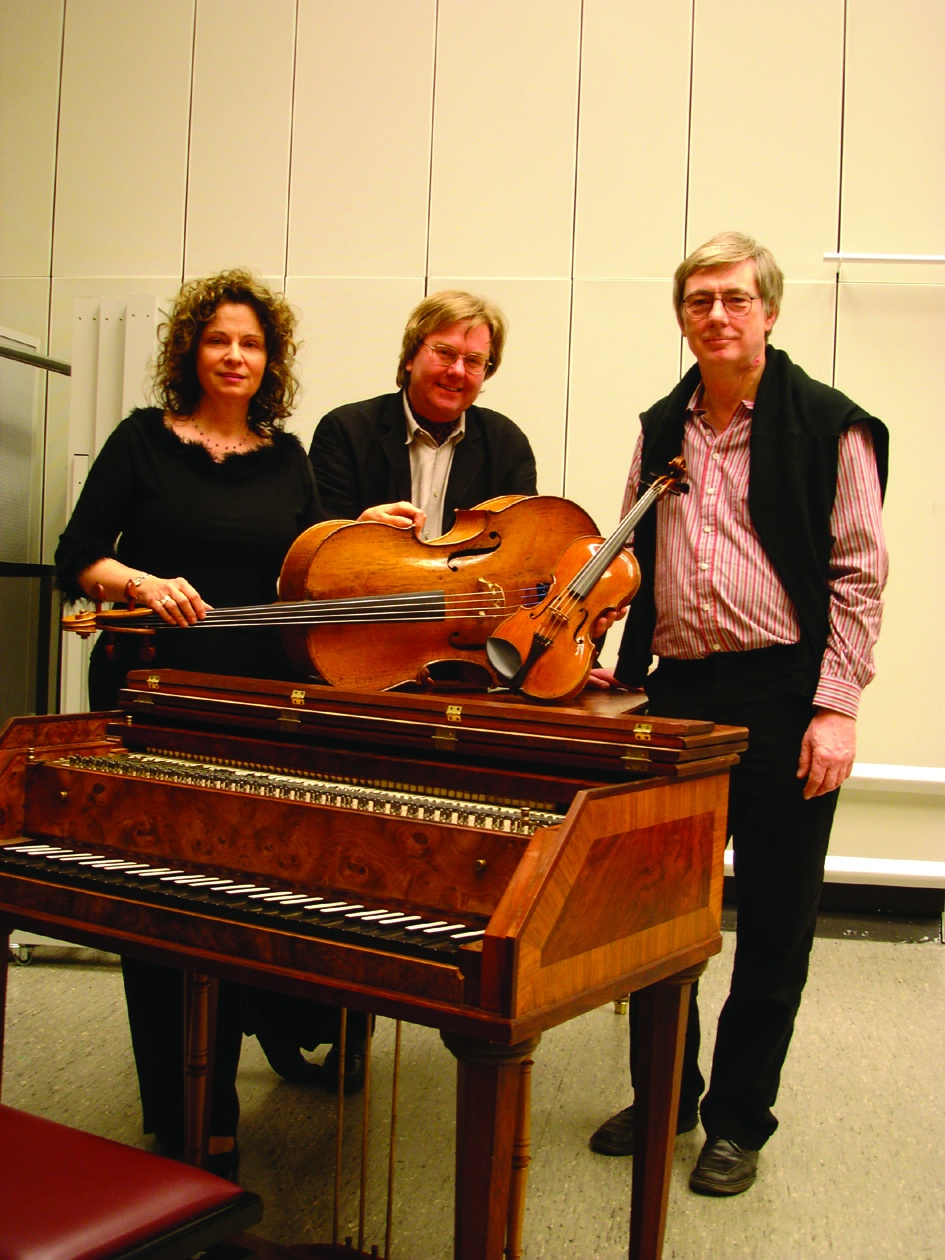
Abegg Trio (2006), von links: Birgit Erichson (Violoncello), Gerrit Zitterbart (Klavier), Ulrich Beetz (Violine)

Das Abegg Trio war ein deutsches Klaviertrio, das 1976 gegründet wurde und sich im Jahr 2017 auflöste. Es spielte immer in der ursprünglichen Besetzung Ulrich Beetz (Violine), Birgit Erichson (Violoncello) und Gerrit Zitterbart (Klavier).

## Geschichte

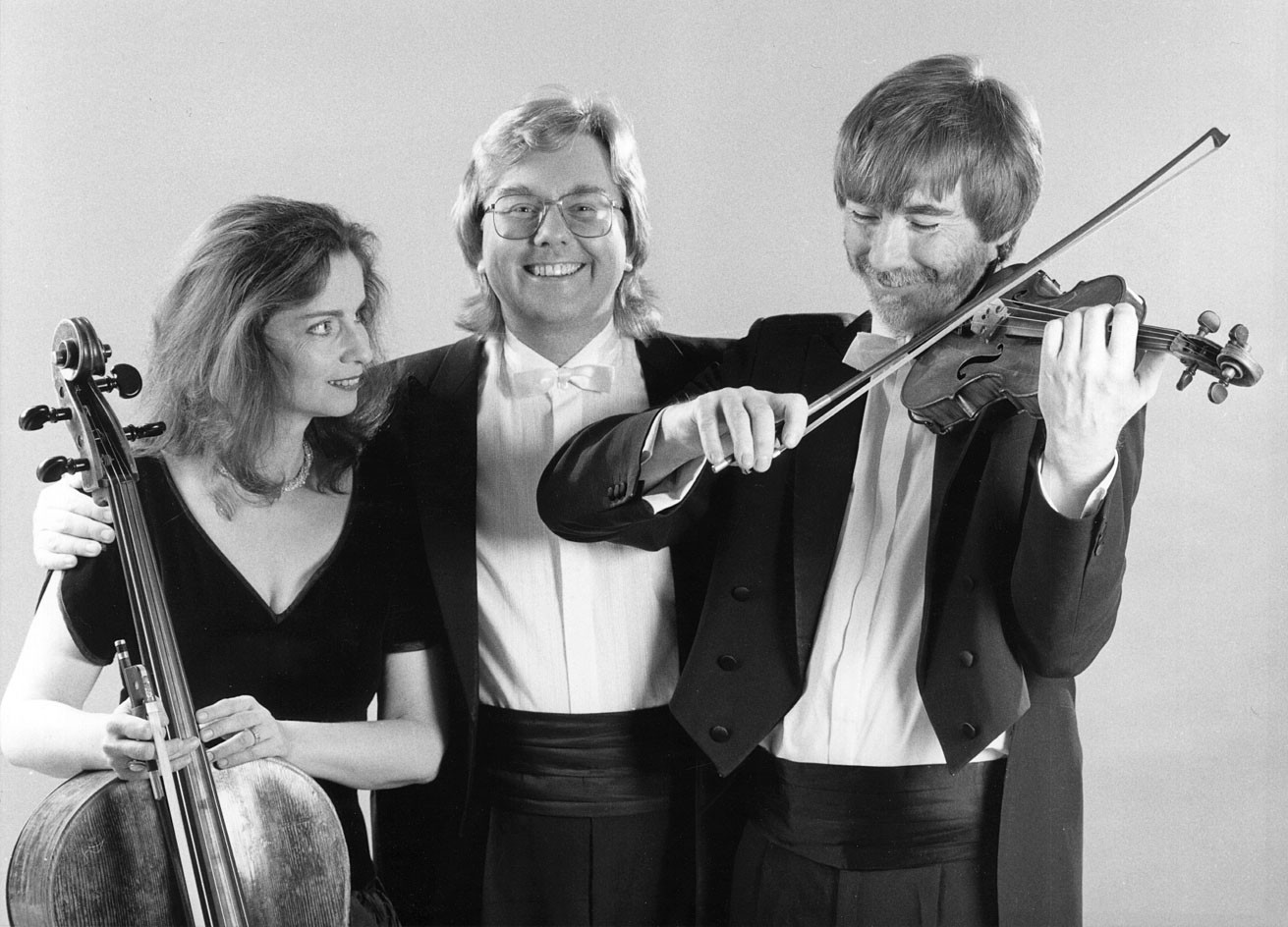
Abegg Trio (1990)

Das Abegg Trio wurde 1976 an der Hochschule für Musik und Theater Hannover gegründet. Der Ensemblename weist als Reverenz für Robert Schumann auf dessen erste veröffentlichte Komposition Abegg-Variationen op. 1 hin, die sich wiederum wohl auf die Pianistin Meta Abegg beziehen.
Das Ensemble unternahm Konzertreisen in 50 Länder in Europa, Nord- und Südamerika, Asien, Australien und Afrika und war zu Gast u. a. bei der Schubertiade Schwarzenberg, dem Rheingau- und dem Schleswig-Holstein Musik Festival, den Ludwigsburger Schlossfestspielen, dem Wiener Musiksommer, Styriarte Graz, den Bregenzer Festspielen, den Braunwalder Musikwochen, den Engadiner Konzertwochen, dem Janáček-Festival Ostrawa, den Würzburger Mozartfest, den Heidelberger Mozart-Festwochen, den Niedersächsischen Musiktagen, den Kasseler Musiktagen und den Walkenrieder Kreuzgangkonzerten.
Seit 1982 veröffentlichte das Abegg Trio 30 Einspielungen bei Harmonia mundi, Ex Libris, Intercord, EMI und Tacet veröffentlicht. Neben Werken von Haydn, Louise Farrenc, Clara Schumann, Fanny Hensel, Chopin, Berwald, Kiel, Goetz, Smetana, Tschaikowsky, Rachmaninoff, Janáček, Debussy, Ravel, Henze, Acker, Killmayer, Rihm und Erdmann liegen die kompletten Zyklen der Klaviertrios von Mozart, Beethoven, Schubert, Mendelssohn, Gade, Schumann, Brahms, Dvořák und Schostakowitsch vor.
Zusätzlich zu ihrer Konzerttätigkeit lehrten und lehren die drei Musiker an der Musikhochschule Münster und der Musikhochschule Hannover sowie gemeinsam im Rahmen von internationalen Meisterkursen.
Nachdem das Trio ca. 1250 Konzerte absolviert hatte, löste es sich Ende des Jahres 2017 auf.

## Instrumente
Ulrich Beetz spielte Violinen von F. Antonius Luppo (1729) und Nicolas Lupot (1821).
Birgit Erichson spielte Violoncelli von Andrea Castagneri (1747) und Jean-Baptist Salomon (1756).
Das Abegg Trio spielte auch Konzerte auf historischen Instrumenten. Werke von Haydn, Mozart, Kraus, Beethoven, Schubert, Donizetti, Mendelssohn und Brahms wurden so aufgeführt. Dabei spielten die Streicher Originalinstrumente, der Pianist Gerrit Zitterbart benutzte verschiedene Hammerflügel entsprechend der Entstehungszeit der Werke. Auch für einige CD-Aufnahmen wurden historische Klaviere verwendet:
- Werke von Mozart (Klaviertrios KV 10 – 15, Divertimento KV 254) wurden mit dem Nachbau eines Silbermann-Fortepianos von 1749 und einem Tangentenflügel aufgenommen.
- Werke von Johannes Brahms (Klaviertrios A-Dur op. posth., G-Dur op. 36 nach dem Sextett, mit Natur-Horn op. 40, mit Klarinette op. 114) wurden mit Original-Flügeln von Johann Baptist Streicher (1851, 1864 und 1876) aufgenommen.
- Klaviertrios von Haydn spielte das Abegg Trio mit einem Original von John Broadwood (1808).

## Diskografie (Auswahl)
- Ludwig van Beethoven: Klaviertrios Es-Dur op. 1,1, G-Dur op. 1,2 (Harmonie der Welt; 1982)
- Johannes Brahms: Klaviertrio C-Dur op. 87 / Maurice Ravel: Klaviertrio a-Moll (Harmonie der Welt; 1982)
- Johannes Brahms: Klaviertrio H-Dur op.8 / Wilhelm Killmayer: Brahms-Bildnis (1976) (Deutsche Harmonia Mundi; 1984)
- Robert Schumann Klaviertrios I. Klaviertrio d-Moll op. 63, Phantasiestücke op. 88 (Intercord/Tacet; 1984)
- Mozart Klaviertrios. Klaviertrios Gesamtausgabe: Divertimento KV 254, Fragmente KV 442, G-Dur KV 496, B-Dur KV 502, E-Dur KV 542, C-Dur KV 548, G-Dur 564 (Intercord/Tacet; 1986)
- Romantische Klaviertrios II. Hermann Goetz: Klaviertrio g-Moll op. 1 / Friedrich Kiel: Klaviertrio Nr. 5 G-Dur op. 34 (Ex Libris/Intercord/Tacet; 1987)
- Ludwig van Beethoven Klaviertrios I. Klaviertrios Es-Dur op. 1,1, G-Dur op.1,2 (Intercord/Tacet; 1987)
- Ludwig van Beethoven Klaviertrios II. Klaviertrios c-Moll op. 1,3, op. 70,1 (Intercord/Tacet; 1987)
- Ludwig van Beethoven Klaviertrios III. Klaviertrios Es-Dur op. 70,2, Variationen Es-Dur op. 44, G-Dur op. 121a (Intercord/Tacet; 1988)
- Ludwig van Beethoven Klaviertrios IV. Klaviertrios B-Dur op. 97, Es-Dur WoO 38, B-Dur WoO 39, Es-Dur Hess 48 (Intercord/Tacet; 1988)
- Maurice Ravel / Claude Debussy: Klaviertrios. Ravel: Klaviertrio a-Moll / Debussy: Klaviertrio G-Dur (Ex Libris/Intercord/Tacet; 1988)
- Robert Schumann Klaviertrios II. Klaviertrios F-Dur op.80, g-Moll op. 110 (Intercord/Tacet; 1989)
- Johannes Brahms Klaviertrios II. Klaviertrios H-Dur op. 8 (1891), c-Moll op. 101 (Intercord/Tacet; 1990)
- Joseph Haydn Klaviertrios. Klaviertrios Nr. 39 G-Dur, Nr. 41 es-Moll, Nr. 43 D-Dur, Nr. 45 Es-Dur (Intercord/Tacet; 1991)
- Romantische Klaviertrios I. Franz Berwald: Klaviertrio Nr. 3 d-Moll / Louise Farrenc: Klaviertrio d-Moll op. 34 (Intercord/Tacet; 1991)
- Johannes Brahms Klaviertrios I. Klaviertrios H-Dur op. 8 (1853), C-Dur op. 87 (Intercord/Tacet; 1991)
- Dvořák Klaviertrios I. Antonín Dvořák Klaviertrios B-Dur op. 21, e-Moll op. 90 (Intercord/Tacet; 1993)
- Soirée. Joseph Haydn: Klaviertrio Nr. 39 G-Dur Hob. XV:25; Ludwig van Beethoven: Klaviertrio D-Dur op. 70,1; Antonín Dvořák: Klaviertrio e-Moll op. 90 (Intercord; 1993)
- Erdmann / Rihm  / Killmayer / Acker / Henze. Hans Werner Henze: Kammersonate (1948), Dieter Acker: Stigmen (1968/71), Wilhelm Killmayer: Brahms-Bildnis (1976), Wolfgang Rihm: Fremde Szene II (1982/83), Dietrich Erdmann: Trio (1990) (Intercord/Tacet; 1993)
- Felix & Fanny Mendelssohn Klaviertrios. Felix Mendelssohn Bartholdy: Klaviertrios d-Moll op. 49, c-Moll op.66 / Fanny Hensel: Klaviertrio d-Moll op. 11 (Intercord/Tacet; 1994)
- Jubilé. Franz Schubert: Notturno Es-Dur D 897, Ludwig van Beethoven: Klaviertrio B-Dur op. 97, Felix Mendelssohn Bartholdy: Klaviertrio d-Moll op. 49 (Intercord; 1994)
- Janáček / Smetana Klaviertrios. Leoš Janáček Klaviertrio „Kreutzer-Sonate“ / Bedřich Smetana Klaviertrio g-Moll op. 15 (Intercord/Tacet; 1995)
- Schubert Klaviertrios I. Klaviertrio Nr. 1 B-Dur op. 99 D 898, Notturno Es-Dur D 897 (EMI/Tacet; 1995)
- Schumann Klaviertrios III Clara & Robert. Robert Schumann: Impromptus op.5 (Bearbeitung), Klaviertrio a-Moll op.105 (Bearbeitung), Gesang der Frühe op.133,1 (Bearbeitung) / Clara Schumann: Klaviertrio g-Moll op.17 (Tacet; 1997)
- Matinée. Joseph Haydn: Klaviertrio C-Dur Hob. XV:27; Ludwig van Beethoven: Variationen op.121a; Bedřich Smetana: Klaviertrio op. 15, Robert Schumann: Gesänge der Frühe op. 133,1 (Tacet; 1999)
- Schubert Klaviertrios II. Sonatensatz B-Dur D 28, Klaviertrio Nr.2 Es-Dur op. 100 D 929 (Tacet; 1999)
- Portrait. Franz Schubert. Notturno Es-Dur D 897; Ludwig van Beethoven: Klaviertrio c-Moll op. 1,3; Felix Mendelssohn Bartholdy: Klaviertrio c-Moll op.66; (Tacet; 2000)
- Dvořák Klaviertrios II. Klaviertrios g-Moll op. 26, f-Moll op. 65 (Tacet; 2000)
- Romantische Klaviertrios III. Frédéric Chopin: Klaviertrio op. 8 / Niels Wilhelm Gade: Klaviertrio op. 42, Novelletten op. 29 (Tacet; 2001)
- Rachmaninoff / Tschaikowsky Klaviertrios. Sergei Rachmaninow: Klaviertrio g-Moll Élégiaque / Peter Tschaikowski: Klaviertrio a-Moll op. 50 (Tacet; 2003)
- Wolfgang Amadeus Mozart. Klaviertrios (Sonaten) KV 10 – 15, Divertimento KV 254 Historische Instrumente (Tacet; 2006)
- Johannes Brahms Klaviertrios III. Klaviertrios nach dem Sextett op. 36, Es-Dur op. 40 (mit Naturhorn: Stephan Katte) Historische Instrumente (Tacet; 2006)
- Johannes Brahms Klaviertrios IV. Klaviertrios A-Dur op. posth., a-Moll op. 114 (mit Klarinette: Martin Spangenberg) Historische Instrumente (Tacet; 2007)
- Homage à Schostakowitsch. Dimitri Schostakowitsch: Klaviertrios Nr. 1 c-Moll op.8, Nr. 2 e-Moll op.67 / Michael Obst: Klaviertrio Nr. 2 (Tacet; 2009)
- Joseph Haydn Klaviertrios u. a. Klaviertrios A-Dur Hob. XV:18, d-Moll Hob. XV:23, E-Dur Hob. XV:28, Quintett für Cembalo, 2 Hörner, Violine & Violoncello Es-Dur Hob XIV:1, Divertimento für Horn, Violine & Violoncello Es-Dur Hob. IV:5. Mit Wilhelm Bruns und Tilmann Schaerf, Natur-Horn, historische Instrumente (Tacet; 2010)

## Auszeichnungen
Das Abegg Trio erhielt 1977 Auszeichnungen beim Internationalen Kammermusikwettbewerb Colmar und beim Internationalen Wettbewerb Genf, 1979 beim Deutschen Musikwettbewerb in Bonn und 1981 in Bordeaux. 1986 erhielt es den Bernhard-Sprengel-Preis in Hannover und 1992 den Robert-Schumann-Preis der Stadt Zwickau.
Auch die CDs des Trios wurden vielfach ausgezeichnet:
- Fünfmal wurden Aufnahmen beim Preis der deutschen Schallplattenkritik ausgezeichnet (Trios von Beethoven, Fanny und Felix Mendelssohn, Smetana, Janáček, Debussy und Ravel).
- CDs wurden zu Referenzeinspielungen erkoren, so von stereoplay (Mozart) und classics today USA (Beethoven, Schubert, Chopin, Brahms und Dvořák)
- Bei Klassik Heute war die zweite Dvořák-CD „Klassik-Tipp des Monats“.
- Audio wählte die Brahms-Einspielung zur „CD des Monats“.
- In der Neuen Musik Zeitung erschien die Haydn-CD auf der „Top-Liste des Jahres 1993“.
- In der Bestenliste der Süddeutschen Zeitung wertete Joachim Kaiser die erste Schubert-CD als seine „Platte des Jahres“.
- Die zweite Schubert-CD wurde bei stereoplay „Audiophiler CD-Tip des Monats“.